# Фэр-Айл (аэропорт)
Аэропорт Фэр-Айл (англ. Fair Isle Airport, гэльск. Port-adhair Fara) (ИАТА: FIE, ИКАО: EGEF) — небольшой аэропорт, расположенный на острове Фэр-Айл, самом южном из Шетландских островов.
Аэродром Фэр-Айл имеет обычную лицензию (номер P610), которая разрешает пассажироперевозки и обучение полётам по патенту National Trust for Scotland. Аэродром не имеет лицензии для работы в тёмное время суток.

## Авиакомпании и назначения
- Directflight Ltd — Леруик (Тингуолл) [2]
- Loganair — Леруик (Тингуолл), Самборо